# Estado de Borno
El estado de Borno es uno de los treinta y seis estados pertenecientes a la República Federal de Nigeria.

## Localidades con población en marzo de 2016
- Abadam 140,600
- Askira/Uba 201,300
- Bama 379,500
- Bayo 111,100
- Biu 246,900
- Chibok 93,200
- Damboa 327,600
- Dikwa 147,600
- Gubio 212,500
- Guzamala 134,900
- Gwoza 388,600
- Hawul 169,600
- Jere 293,800
- Kaga 126,400
- Kala/Balge 85,500
- Konduga 221,000
- Kukawa 285,700
- Kwaya Kusar 79,700
- Mafa 145,600
- Magumeri 197,100
- Maiduguri 758,700
- Marte 181,800
- Mobbar 163,900
- Monguno 154,300
- Ngala 332,300
- Nganzai 139,200
- Shani 141,900

## Superficie y límites
Este estado tiene una extensión de 70.898 kilómetros cuadrados (equivalente a la de Irlanda). Limita al norte con la República de Níger, al nordeste con Chad, al este con Camerún, al sur con el estado de Adamawa y al oeste con los estados de Gombe y Yobe.

## Población
La población se eleva a la cifra de 4.727.450 personas (datos del censo del año 2007). La densidad poblacional es de 66,7 habitantes por cada kilómetro cuadrado de esta división administrativa.

## Localidades
Este estado se subdivide internamente en un total de veintisiete localidades:
| - Abadam - Askira/Uba - Bama - Bayo - Biu - Chibok - Damboa - Dikwa - Gubio - Guzamala - Gwoza - Hawul - Jere - Kaga |  | - Kala/Balge - Konduga - Kukawa - Kwaya-Kusar - Mafa - Magumeri - Maiduguri - Marte - Mobbar - Monguno - Ngala - Nganzai - Shani |